# Ricardo Arrue Valle
Ricardo Arrue Valle (Abando, Bilbao, España, 5 de noviembre de 1889-Caracas, Venezuela, 11 de marzo de 1978) es un pintor español, hermano de los también artistas Alberto (1878-1944), José (1885-1977) y Ramiro (1892-1971) y de Matilde (1882-1972) y Luisa (1887-1969), hijos, todos ellos, de Lucas Arrue Gorostiza (1854-1904) y Eulalia Valle Izaguirre (1855-1892).   
Nació en el número 2 de la Gran Vía de Bilbao el día de la festividad de San Zacarías, siendo bautizado, tres días más tarde, en la parroquia de San Vicente Mártir con el nombre de Ricardo Zacarías Mauro, apadrinado por su hermano Alberto y su tía Matilde Arrue Gorostiza.   
Realizó estudios profesionales en la Escuela de Artes y Oficios de Bilbao. Se especializó en la técnica del esmalte sobre metal. Se residenció en Caracas en 1940, donde dio clases de artes del fuego en la Escuela de Artes Plásticas y Aplicadas y en el Taller Libre de Arte.   
Hizo varias exposiciones en el Salón Oficial, presentando esmaltes traslúcidos sobre plata y cobre (1941), así como óleos de paisajes caraqueños y escenas (1943) y vistas de París (1944). 
Realizó exposiciones individuales en Madrid, Bilbao y Barcelona (España), Buenos Aires y París.

## Premios y Reconocimientos
- 1921 Académico Correspondiente de la Real Academia de Bellas Artes de San Luis. Zaragoza, 26 de junio de 1921. (Acordado por unanimidad en sesión celebrada el 26 de junio de 1921 en atención a los méritos y circunstancias que en él concurren y, muy especialmente, deseando recompensar su devoción al Arte Aragonés)
- 1924 Premio (500 pesetas) en el II Concurso Nacional de Pintura Aplicada, Sección B de Arte Decorativo, organizado por el Ministerio de Instrucción Pública y Bellas Artes. Madrid 1924.
- 1925 Medalla de Oro otorgada por el Jurado Internacional de la Exposición Internacional de Artes Decorativas e Industriales de París, por los trabajos presentados junto a Ramiro Arrue en la clase 10 (Arte e Industria del Metal).
- 1940 Primer y único premio en el Certamen promovido para dotar de un Ex Libris a la Biblioteca Nacional de Venezuela.
- 1943 Premio (de 330 bolívares y Diploma) al Taller de Esmalte sobre metal (dirigido por Ricardo Arrue) de la Escuela de Artes Plásticas y Aplicadas en el IV Salón Oficial Anual de Arte Venezolano.
- 1944 Tercer premio (250 bolívares) en el Concurso de Carteles sobre la Campaña Nacional de Alfabetización del estado de Aragua, Venezuela.
- 1947 Premio Nacional, al mejor conjunto de obra, en el VIII Salón Oficial Anual de Arte Venezolano, Sección Artes Aplicadas.

## Colecciones
- Museo de Bellas Artes de Bilbao (España)
- Museo de Bellas Artes de Álava (España)
- Museo de Bellas Artes de Zaragoza (España)